# Enchophora recurva
Enchophora recurva är en insektsart som först beskrevs av Olivier 1791.  Enchophora recurva ingår i släktet Enchophora och familjen lyktstritar. Inga underarter finns listade i Catalogue of Life.